# Сундквист, Стиг
Стиг Су́ндквист (швед. Stig Sundqvist; 19 июля 1922, Буден, Швеция — 3 августа 2011, Йёнчёпинг, Швеция) — шведский футболист, нападающий, бронзовый призёр чемпионата мира 1950 года в составе сборной Швеции.

## Карьера

### Клубная
Выступал за «Норрчёпинг». После чемпионата мира 1950 переехал в Италию. Некоторое время играл за «Рому», провёл в составе клуба 78 матчей, на его счету 20 забитых мячей.

### В сборной
В составе шведской национальной сборной Стиг Сундквист дебютировал в 1949 году в товарищеской игре против Венгрии. Через год он сыграл на чемпионате мира 1950 в Бразилии. В 5 матчах отметился 3 забитыми мячами. Стал обладателем бронзовых медалей турнира.
| Матчи и голы Стига Сундквиста за сборную Швеции | Матчи и голы Стига Сундквиста за сборную Швеции | Матчи и голы Стига Сундквиста за сборную Швеции | Матчи и голы Стига Сундквиста за сборную Швеции | Матчи и голы Стига Сундквиста за сборную Швеции | Матчи и голы Стига Сундквиста за сборную Швеции | Матчи и голы Стига Сундквиста за сборную Швеции |
| ----------------------------------------------- | ----------------------------------------------- | ----------------------------------------------- | ----------------------------------------------- | ----------------------------------------------- | ----------------------------------------------- | ----------------------------------------------- |
| №                                               | Дата                                            | Место проведения                                | Соперник                                        | Счёт                                            | Голы                                            | Турнир                                          |
| 1                                               | 19 июня 1949                                    | Стокгольм, Швеция                               | Венгрия                                         | 2:2                                             | -                                               | Товарищеский матч                               |
| 2                                               | 2 октября 1949                                  | Стокгольм, Швеция                               | Норвегия                                        | 3:3                                             | -                                               | Чемпионат Скандинавии 1948-51                   |
| 3                                               | 23 октября 1949                                 | Копенгаген, Дания                               | Дания                                           | 2:3                                             | -                                               | Чемпионат Скандинавии 1948-51                   |
| 4                                               | 13 ноября 1949                                  | Дублин, Ирландия                                | Ирландия                                        | 3:1                                             | -                                               | Отбор к ЧМ-1950                                 |
| 5                                               | 20 ноября 1949                                  | Будапешт, Венгрия                               | Венгрия                                         | 0:5                                             | -                                               | Товарищеский матч                               |
| 6                                               | 8 июня 1950                                     | Стокгольм, Швеция                               | Нидерланды                                      | 4:1                                             | -                                               | Товарищеский матч                               |
| 7                                               | 25 июня 1950                                    | Сан-Паулу, Бразилия                             | Италия                                          | 3:2                                             | -                                               | Чемпионат мира 1950                             |
| 8                                               | 29 июня 1950                                    | Куритиба, Бразилия                              | Парагвай                                        | 2:2                                             | 1                                               | Чемпионат мира 1950                             |
| 9                                               | 9 июля 1950                                     | Рио-де-Жанейро, Бразилия                        | Бразилия                                        | 1:7                                             | -                                               | Чемпионат мира 1950                             |
| 10                                              | 13 июля 1950                                    | Сан-Паулу, Бразилия                             | Уругвай                                         | 2:3                                             | 1                                               | Чемпионат мира 1950                             |
| 11                                              | 16 июля 1950                                    | Сан-Паулу, Бразилия                             | Испания                                         | 3:1                                             | 1                                               | Чемпионат мира 1950                             |

Итого: 11 матчей / 3 гола; 4 победы, 3 ничьих, 4 поражения.

### Тренерская
После завершения карьеры игрока в течение трёх лет тренировал клуб «Сундсвалль».